# Epimedium pubescens
Epimedium pubescens är en berberisväxtart som beskrevs av Carl Maximowicz. Epimedium pubescens ingår i släktet sockblommor, och familjen berberisväxter. Inga underarter finns listade i Catalogue of Life.

## Bildgalleri

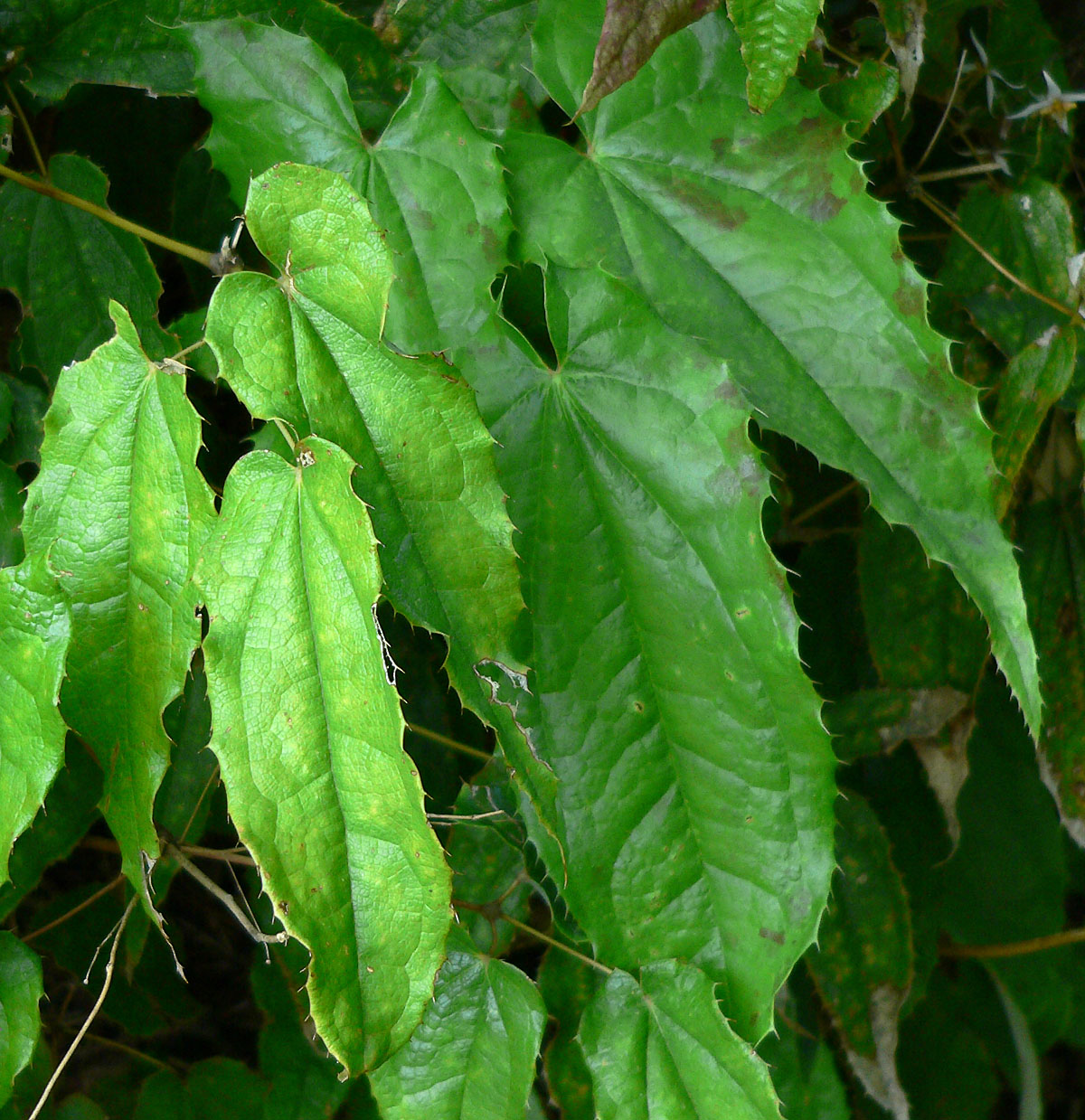
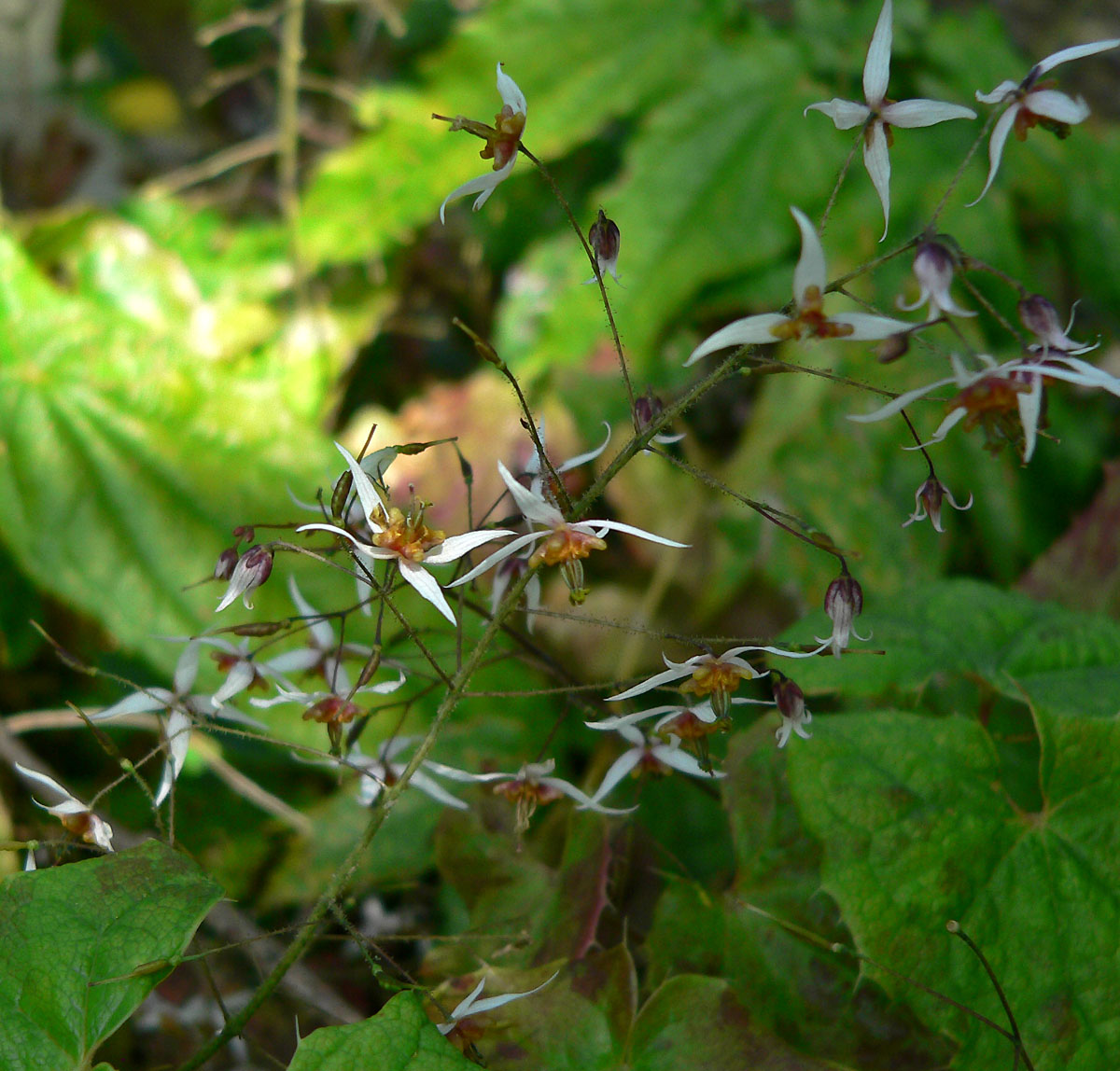
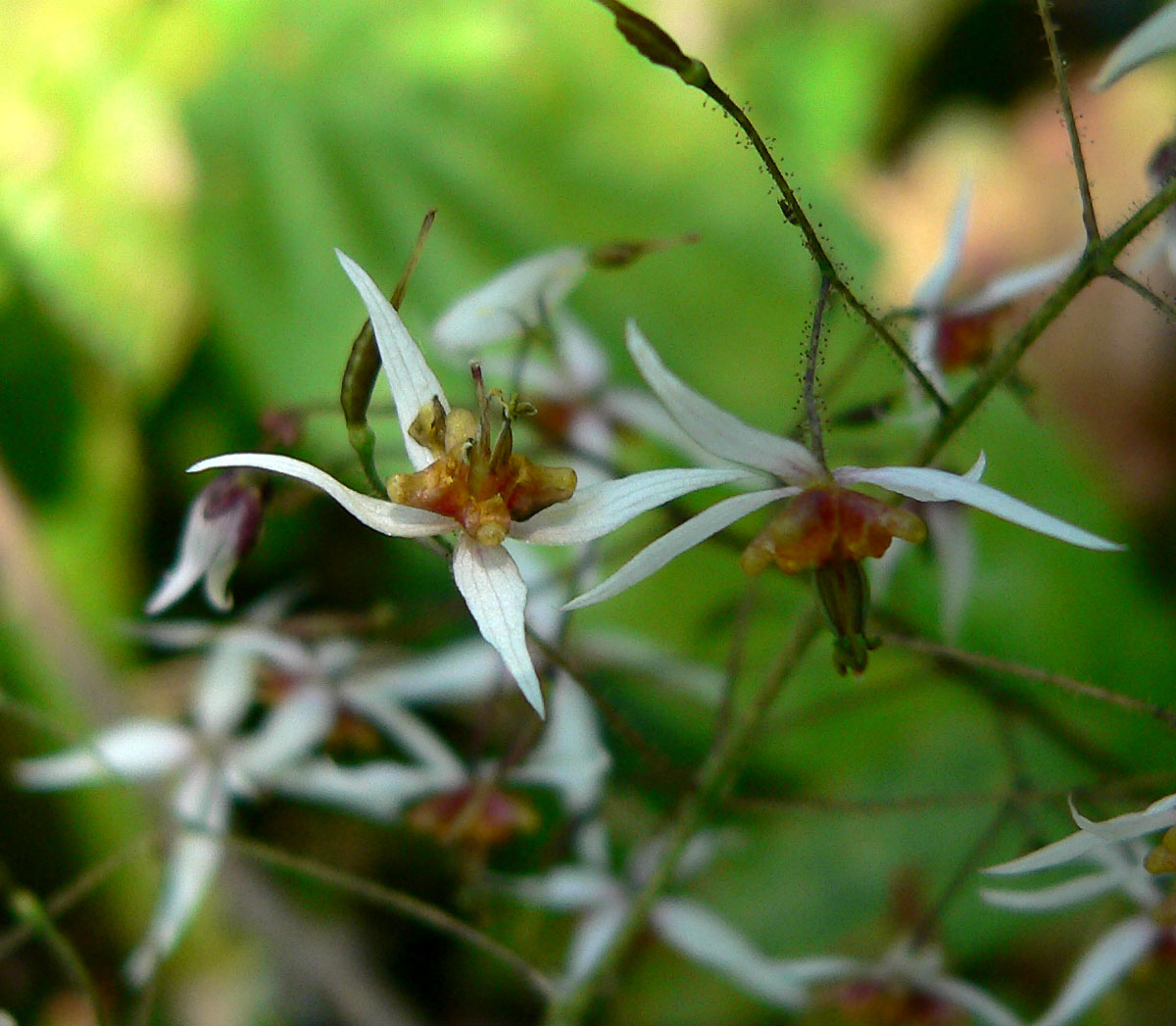